# Калининское сельское поселение (Калининградская область)
Кали́нинское се́льское поселе́ние — упразднённое в 2014 году муниципальное образование в составе Гусевского района Калининградской области. 
Административный центр — посёлок Калининское.

## География
Калининское сельское поселение расположено в восточной части района.

## История
Калининское сельское поселение образовано 30 июня 2008 года в соответствии с законом Калининградской области № 255. В его состав вошёл бывший Брянский сельский округ и часть территории Липовского сельского округа.

## Население
| 2002 | 2010  | 2012  | 2013  |
| ---- | ----- | ----- | ----- |
| 985  | ↗2033 | ↗2037 | ↗2043 |

## Состав сельского поселения
В состав сельского поселения входят 6 населённых пунктов
- Калининское (посёлок, административный центр) — 540[4]
- Ломово (посёлок) — 190[4]
- Новостройка (посёлок) — 142[4]
- Ольховатка (посёлок) — 520[4]
- Первомайское (посёлок) — 475[4]
- Подгоровка (посёлок) — 166[4]